# Gran Premi de Portugal del 1984

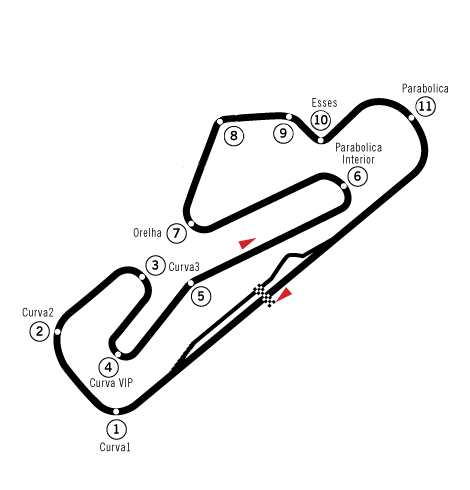
Mapa del Circuit d'Estoril.

Resultats del Gran Premi de Portugal de Fórmula 1 de la temporada 1984, disputat al circuit d'Estoril el 21 d'octubre del 1984.

## Resultats
| Pos | No | Pilot              | Equip               | Voltes | Temps/ Retirada   | Pos. de sortida | Punts |
| --- | -- | ------------------ | ------------------- | ------ | ----------------- | --------------- | ----- |
| 1   | 7  | Alain Prost        | McLaren - TAG       | 70     | 1h 41' 12. 2      | 2               | 9     |
| 2   | 8  | Niki Lauda         | McLaren - TAG       | 70     | + 13.425 s        | 11              | 6     |
| 3   | 19 | Ayrton Senna       | Toleman - Hart      | 70     | + 20.042 s        | 3               | 4     |
| 4   | 27 | Michele Alboreto   | Ferrari             | 70     | + 20.317 s        | 8               | 3     |
| 5   | 11 | Elio de Angelis    | Lotus - Renault     | 70     | + 1' 32.169 min.  | 5               | 2     |
| 6   | 1  | Nelson Piquet      | Brabham - BMW       | 69     | + 1 Volta         | 1               | 1     |
| 7   | 15 | Patrick Tambay     | Renault             | 69     | + 1 Volta         | 7               |       |
| 8   | 22 | Riccardo Patrese   | Alfa Romeo          | 69     | + 1 Volta         | 12              |       |
| 9   | 28 | René Arnoux        | Ferrari             | 69     | + 1 Volta         | 17              |       |
| 10  | 2  | Manfred Winkelhock | Brabham - BMW       | 69     | + 1 Volta         | 19              |       |
| 11  | 20 | Stefan Johansson   | Toleman - Hart      | 69     | + 1 Volta         | 10              |       |
| 12  | 26 | Andrea de Cesaris  | Ligier - Renault    | 69     | + 1 Volta         | 20              |       |
| 13  | 14 | Gerhard Berger     | ATS - BMW           | 68     | + 2 Voltes        | 23              |       |
| 14  | 5  | Jacques Laffite    | Williams - Honda    | 67     | + 3 Voltes        | 15              |       |
| 15  | 21 | Mauro Baldi        | Spirit - Hart       | 66     | + 4 Voltes        | 25              |       |
| 16  | 30 | Jo Gartner         | Osella - Alfa Romeo | 65     | Sense combustible | 24              |       |
| 17  | 23 | Eddie Cheever      | Alfa Romeo          | 64     | + 6 Voltes        | 14              |       |
| Ret | 24 | Piercarlo Ghinzani | Osella - Alfa Romeo | 60     | Motor             | 22              |       |
| Ret | 12 | Nigel Mansell      | Lotus - Renault     | 52     | Accident          | 6               |       |
| Ret | 16 | Derek Warwick      | Renault             | 51     | Caixa canvi       | 9               |       |
| Ret | 33 | Philippe Streiff   | Renault             | 48     | Transmissió       | 13              |       |
| Ret | 6  | Keke Rosberg       | Williams - Honda    | 39     | Motor             | 4               |       |
| Ret | 25 | Francois Hesnault  | Ligier - Renault    | 31     | Part elèctrica    | 21              |       |
| Ret | 18 | Thierry Boutsen    | Arrows - BMW        | 24     | Transmissió       | 18              |       |
| Ret | 10 | Jonathan Palmer    | RAM - Hart          | 19     | Caixa canvi       | 26              |       |
| Ret | 17 | Marc Surer         | Arrows - BMW        | 8      | Part elèctrica    | 16              |       |
| Ret | 9  | Philippe Alliot    | RAM - Hart          | 2      | Motor             | 27              |       |

## Altres
- Pole: Nelson Piquet 1' 21. 703

- Volta ràpida: Niki Lauda 1' 22. 996 (a la volta 51)